# Ichneumon melanopteros
Ichneumon melanopteros är en stekelart som beskrevs av Geoffroy 1785. Ichneumon melanopteros ingår i släktet Ichneumon och familjen brokparasitsteklar. Inga underarter finns listade i Catalogue of Life.